# Gonty
Gonty (niem. Gunthen) – wieś w Polsce w województwie pomorskim, w powiecie kwidzyńskim, w gminie Prabuty. Na wschód od wsi przebiegają trasy linii kolejowej Malbork-Iława i drogi wojewódzkiej nr 522.
W latach 1975–1998 miejscowość administracyjnie należała do województwa elbląskiego.
W miejscowości był przystanek kolejowy Gonty.